# Pomniki przyrody w gminie Bukowiec
Na terenie gminy Bukowiec, w powiecie świeckim, w województwie kujawsko-pomorskim znajduje się 15 pomników przyrody. Wszystkie zaliczane są do przyrody ożywionej. Wyróżniamy 8 grup i 7 pojedynczych drzew.
Najwięcej pomników przyrody rośnie w parkach w Kawęcinie i Budyniu. W strukturze gatunkowej przeważają dęby szypułkowe.
Poniższa tabela przedstawia stan prawny (rzeczywisty może być inny) pomników przyrody na terenie gminy:
| Nr  | Lokalizacja                                     | Forma             | Nazwa                                             | Sztuk | Obwody w 2014 roku [cm]     | Rok powołania | Zdjęcie |
| 1.  | Bukowiec park wiejski, ul. Dworcowa             | grupa drzew       | 2 cisy pospolite                                  | 2     | 148 i 120                   | 1991          |         |
| 2.  | Bukowiec park wiejski, ul. Dworcowa             | pojedyncze drzewo | dąb szypułkowy                                    | 1     | 440                         | 1991          |         |
| 3.  | Bukowiec ogród Urzędu Pocztowego                | grupa drzew       | 2 cisy pospolite                                  | 2     | 98 i 79                     | 1991          |         |
| 4.  | Kawęcin park                                    | grupa drzew       | 3 dęby szypułkowe buk zwyczajny odmiany czerwonej | 4     | 430, 450, 550 310           | 1991          |         |
| 5.  | Poledno park dworski                            | grupa drzew       | dąb szypułkowy buk zwyczajny odmiany czerwonej    | 2     | 470 350                     | 1991          |         |
| 6.  | Budyń park pałacowy                             | grupa drzew       | grab zwyczajny 5 dębów szypułkowych               | 6     | 380 330, 410, 420, 390, 350 | 1993          |         |
| 7.  | Stanisławie park wiejski                        | pojedyncze drzewo | daglezja zielona                                  | 1     | 205                         | 1993          |         |
| 8.  | Bukowiec ul. Dworcowa                           | grupa drzew       | 2 jesiony wyniosłe cis pospolity                  | 3     | 300, 280 88                 | 1995          |         |
| 9.  | Kawęcin park                                    | grupa drzew       | 5 dębów szypułkowych                              | 5     | 570, 480, 430, 430, 400     | 1995          |         |
| 10. | Poledno park dworski                            | pojedyncze drzewo | kasztanowiec zwyczajny                            | 1     | 325                         | 1995          |         |
| 11. | Przysiersk leśnictwo Kozłowo oddz. 338f         | pojedyncze drzewo | sosna zwyczajna dwuwierzchołkowa                  | 1     | 233                         | 1995          |         |
| 12. | Stanisławie przy skrzyżowaniu od strony Łaszewa | grupa drzew       | 2 dęby szypułkowe                                 | 2     | 340 i 310                   | 1995          |         |
| 13. | leśnictwo Janiagóra oddz. 344k                  | pojedyncze drzewo | dąb bezszypułkowy                                 | 1     | 360                         | 2009          |         |
| 14. | leśnictwo Branica oddz. 23Ap                    | pojedyncze drzewo | dąb szypułkowy                                    | 1     | 350                         | 2009          |         |
| 15. | Tuszynki 45                                     | pojedyncze drzewo | dąb szypułkowy                                    | 1     | 365                         | 2020          |         |

Do 2015 roku w Bukowcu przy ul. Dworcowej rósł wiąz szypułkowy o obwodzie 360 cm wchodzący w skład grupowego pomnika nr 8. Do 2023 roku w parku w Budyniu rósł dąb szypułkowy o obwodzie 346 cm wchodzący w skład grupowego pomnika nr 6 w tabeli.